# Italia (Florida)
Italia è un'area non incorporata degli Stati Uniti d'America, situata nella Contea di Nassau dello Stato della Florida.

## Storia
Il villaggio di Italia fu fondato nel 1882 dall'imprenditore di origine irlandese William MacWilliams (1840-1887). Si trovava al 18º miglio sulla Florida Transit Railway. Il proprietario della ferrovia, l'ex senatore David Yulee, convinse MacWilliams a costruire in quel punto un impianto di produzione di mattoni, e promise di acquistare il primo milione di mattoni. Mattoni prodotti a Italia sono stati utilizzati in edifici residenziali e commerciali a Fernandina Beach e in altri luoghi del nord-est della Florida.
Ad Italia presto sorsero un deposito, un ufficio postale e un emporio; MacWilliams continuò a favorire lo sviluppo del villaggio e nel 1883 Nathan Levan costruì una fabbrica di scandole in legno per i tetti, smerciandole nelle contee di Nassau e di Duval; Andrew J. Higginbotham costruì una segheria. Nel 1885 il villaggio contava oltre 100 abitanti, originari di Georgia, Carolina del Sud, Maryland e Pennsylvania.
MacWilliams chiamò il luogo "Italia" seguendo una campagna di promozione dello Stato che propagandava la Florida come "l'Italia d'America" per il suo clima temperato e la forma peninsulare. Nel 1905 Thomas J. Shave vi si trasferì dalla Georgia e costruì una distilleria di trementina; in cinque anni la trementina divenne il prodotto principale della zona. Shave più tardi vendette la fabbrica a Joseph P. e Frederick H. Higginbotham, figlio e nipote del primo proprietario della segheria.
La prima ricchezza di Italia era sempre la ferrovia, che consentiva di far giungere ai mercati i prodotti locali. Negli anni Venti tuttavia il percorso della ferrovia fu deviato da Callahan a Gross, bypassando Italia. Le attività produttive di Italia non furono più competitive e dovettero chiudere o trasferirsi in località migliori. Negli anni trenta una nuova highway, la State Route 200, fu costruita attraverso la località, parallela alla vecchia ferrovia, ma fu troppo tardi per ravvivare l'economia locale.
Italia è una delle tante "città fantasma" che punteggiano il paesaggio della Florida.